# بخش اورایا
بخش اورایا (به انگلیسی: Auraiya district) یک منطقهٔ مسکونی در هند است که در Kanpur division واقع شده‌است. بخش اورایا ۲٬۰۵۴ کیلومتر مربع مساحت و ۱٬۳۷۹٬۵۴۵ نفر جمعیت دارد.